# الیکایی ماندابی
الیکایی ماندابی(به انگلیسی: Marsh Wren) (نام علمی: Cistothorus palustris) پرنده‌ای کوچک از راستهٔ گنجشک‌سانان و گروه الیکاییان و تیرهٔ الیکایی است که در آمریکای شمالی یافت می‌شود. زیستگاه تولید مثل آنها در مانداب‌های آمریکای شمالی و بین گیاهان بلند مانند لوئی است.
آنها عمدتاً از حشرات، همچنین عنکبوت‌ها و حلزون‌ها تغذیه می‌کنند.

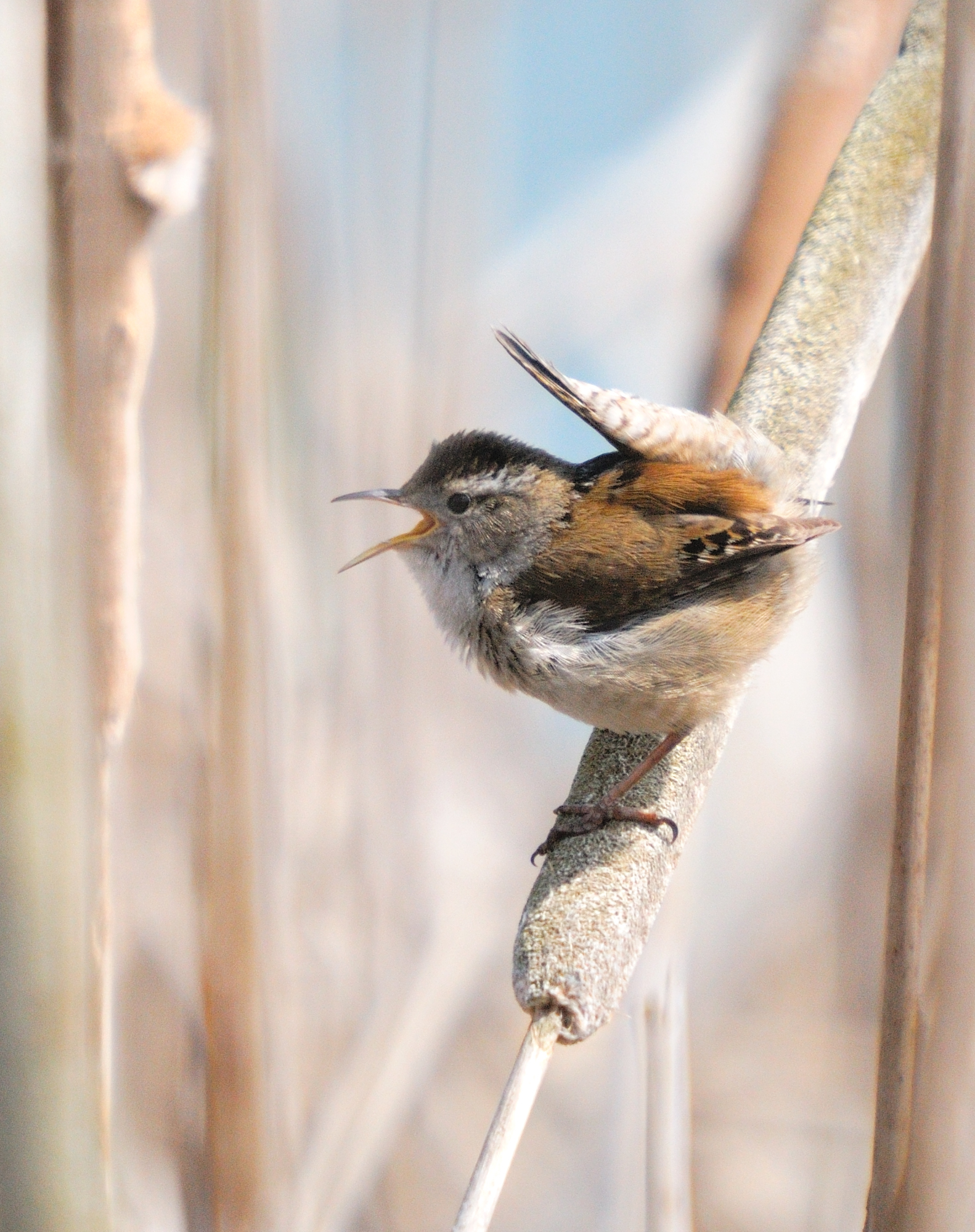
الیکایی ماندابی